# Daisen, Tottori
Daisen (japanska: 大山町?, Daisen-chō) är en landskommun (köping) i Tottori prefektur i Japan.  I kommunen finns berget Daisen som med 1 729 m.ö.h är den högsta punkten i regionen Chūgoku.